# Valverdín
Valverdín es una localidad española perteneciente al municipio de Cármenes, en la provincia de León, comunidad autónoma de Castilla y León.

## Geografía

### Ubicación

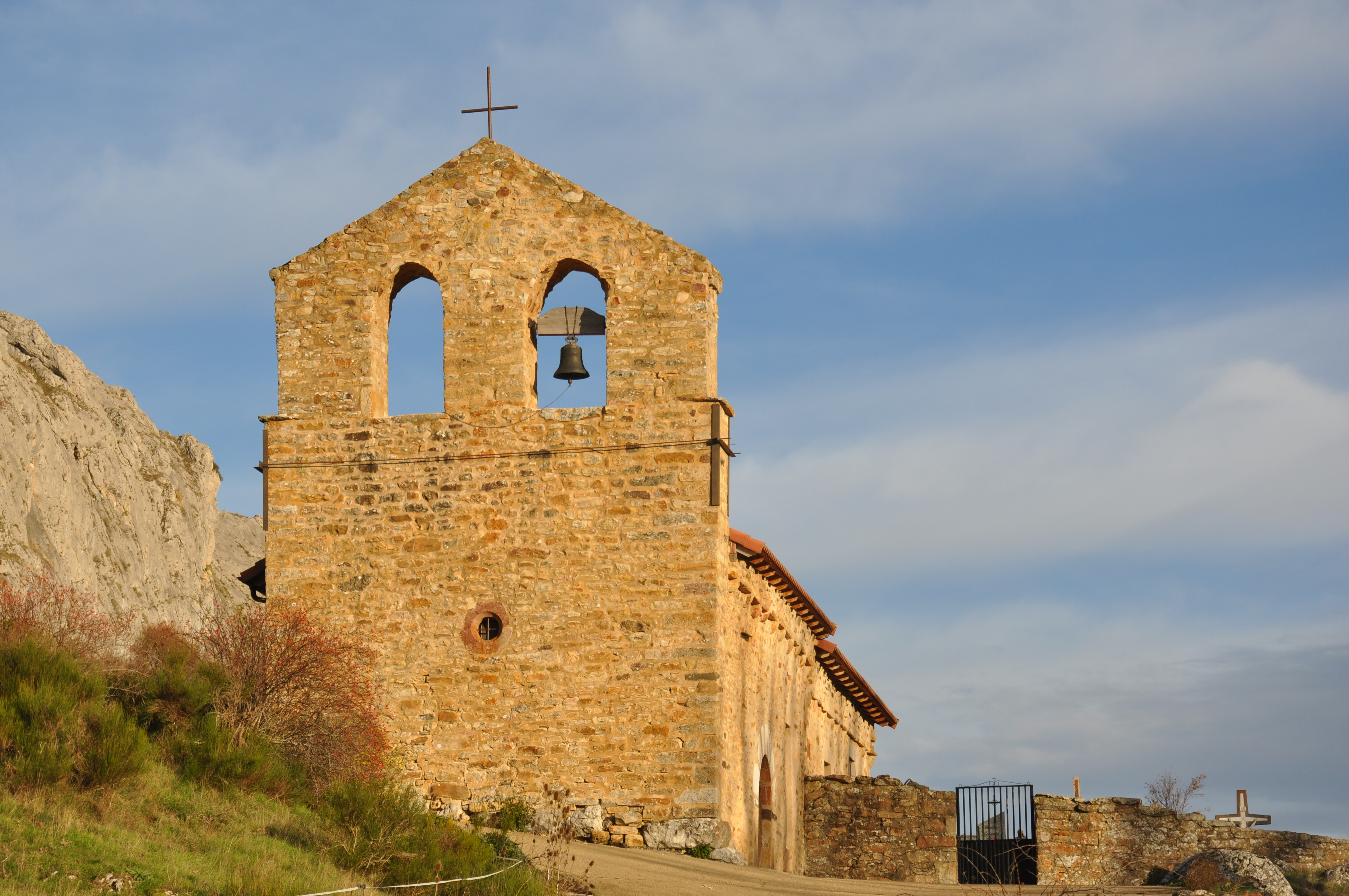
Parroquia de San Mamés de Valverdín

| Noroeste: Pontedo | Norte: Pontedo | Noreste: Canseco |
| Oeste: Almuzara   |                | Este: Pedrosa    |
| Suroeste Gete     | Sur: Getino    | Sureste: Getino  |

## Demografía
Evolución de la población
| Gráfica de evolución demográfica de Valverdín entre 2000 y 2024    |
|                                                                    |
| Población de derecho (2000-2023) según el padrón municipal del INE |